# جون باريش
جون باريش (بالإنجليزية: John Parish)‏  (و. 1959  م) هو موسيقي، ومغن مؤلف، ومنتج أسطوانات، وعازف قيثارة، وملحن بريطاني، يستخدم آلات قيثارة.

## وصلات خارجية
- جون باريش على موقع IMDb (الإنجليزية)
- جون باريش على موقع ميوزك برينز (الإنجليزية)
- جون باريش على موقع أول ميوزيك (الإنجليزية)
- جون باريش على موقع ديسكوغز (الإنجليزية)
- جون باريش على موقع قاعدة بيانات الفيلم (الإنجليزية)

- جون باريش في قاعدة بيانات الأفلام على الإنترنت